# Stanford Cardinal

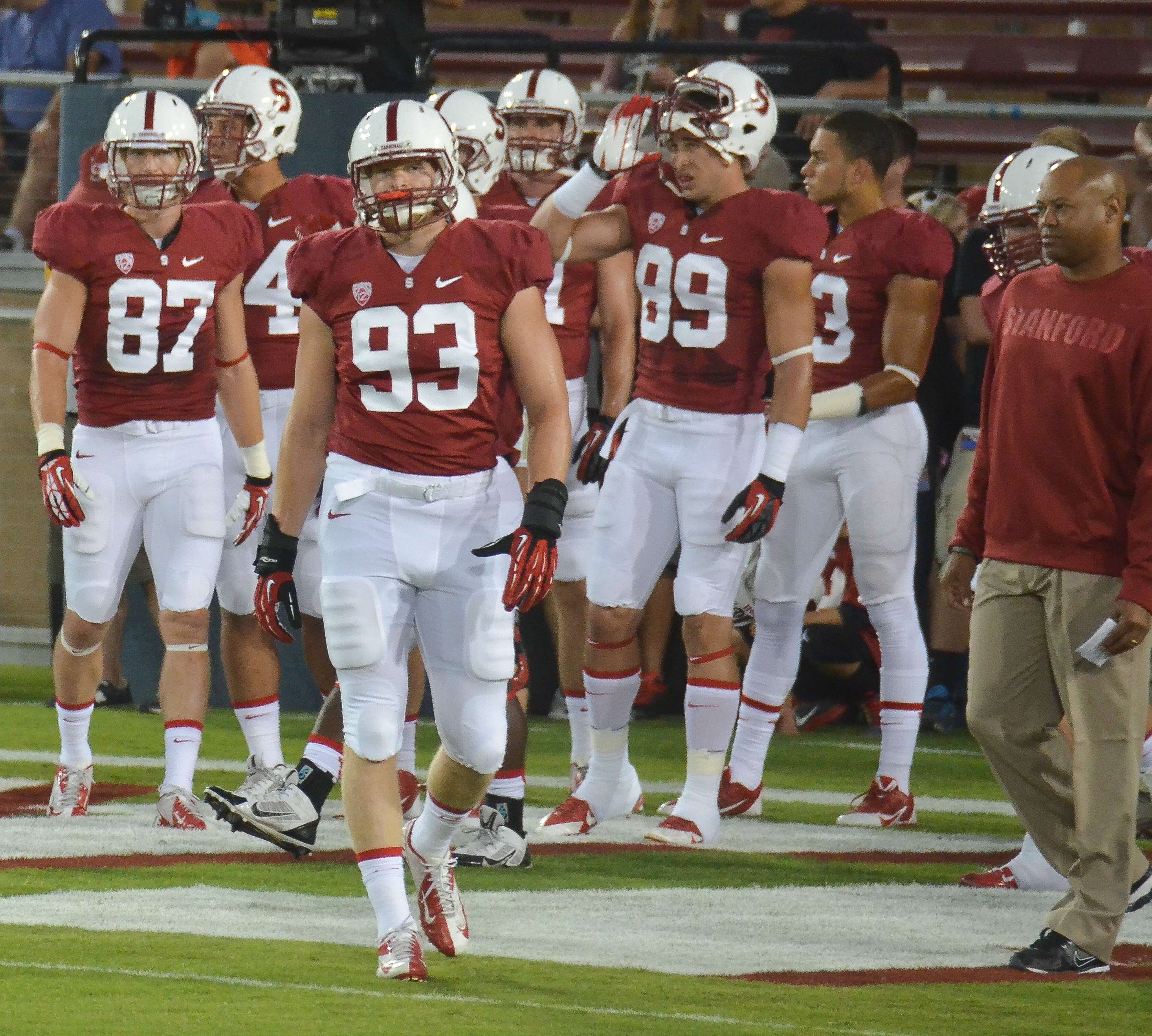
Equipo de fútbol americano

Stanford Cardinal (español: Rojo Cardenal de Stanford) es la denominación de los equipos deportivos de la Universidad Stanford, con sede en Stanford, estado de California, Estados Unidos. Compiten, principalmente, en la Atlantic Coast Conference de la NCAA. 
Al término de la temporada 2021, los Cardinal han ganado los siguientes títulos nacionales:
- NCAA
  - Atletismo masculino: 1925, 1928, 1934, 2000
  - Baloncesto masculino: 1937, 1938, 1942
  - Baloncesto femenino: 1990, 1992, 2021
  - Béisbol: 1987, 1988
  - Campo a través masculino: 1996, 1997, 2002, 2003
  - Campo a través femenino: 1996, 2003, 2005, 2006, 2007
  - Fútbol americano: 1926
  - Fútbol masculino: 2015, 2016, 2017
  - Fútbol femenino: 2011, 2017, 2019
  - Golf masculino: 1938, 1939, 1941, 1942, 1946, 1953, 1994, 2007
  - Golf femenino: 2015
  - Gimnasia masculino: 1992, 1993, 1995, 2009, 2011
  - Natación masculino: 1967, 1985, 1986, 1987, 1992, 1993, 1994, 1998
  - Natación femenino: 1980, 1983, 1989, 1992, 1993, 1994, 1995, 1996, 1998
  - Remo femenino: 2009
  - Tenis masculino: 1942 (no oficial), 1973, 1974, 1977, 1978, 1980, 1981, 1983, 1986, 1988, 1989, 1990, 1992, 1995, 1996, 1997, 1998, 2000
  - Tenis femenino: 1978, 1982, 1984, 1986, 1987, 1988, 1989, 1990, 1991, 1997, 1999, 2001, 2002, 2004, 2005, 2006, 2010, 2013
  - Voleibol masculino: 1997, 2010
  - Voleibol femenino: 1992, 1994, 1996, 1997, 2001, 2004
  - Waterpolo masculino: 1963 (no oficial), 1976, 1978, 1980, 1981, 1985, 1986, 1994, 1995, 2001, 2002
  - Waterpolo femenino: 2002, 2011, 2012, 2014, 2015

- ICSA
  - Vela: 1997
- IRA
  - Remo femenino (peso ligero): 2010, 2011, 2012, 2013, 2015
- United States Synchronized Swimming
  - Natación sincronizada: 1998, 1999, 2005, 2006, 2007, 2008, 2013